# عارف محمد علیپور
عارف محمد علیپور (زاده ۱۴ بهمن ۱۳۷۹ در بابلسر) بازیکن فوتبال اهل ایران است؛ که در پست مدافع بازی می‌کند.

## سوابق باشگاهی
عارف محمد علی پور فوتبال خود را از جوانان باشگاه پرسپولیس آغاز و سابقه بازی در تیم‌های باشگاهی سایپا و شهر خودرو مشهد را دارد و هم‌اکنون در تیم باشگاه فوتبال هوادار تهران مشغول به بازی است.
بازی ملی در تیم‌های ملی نونهالان، نوجوانان و جوانان و شرکت در تورنمنت‌های بلاروس (۳ بار)، روسیه، چین (۳ بار)، تاجیکستان، قزاقستان، قطر، ژاپن، ازبکستان (۲ بار)؛ کسب مقام قهرمانی آسیا با تیم ملی دانش آموزی در شیراز؛ کسب مقام نایب قهرمانی آسیا با تیم ملی نوجوانان در گوا هند؛ کسب مقام سوم آسیا با تیم ملی نونهالان در همدان؛ حضور در اردوهای تیم ملی امید در زمان کرانچار، و حضور در اردوی مینی کمپ تیم ملی امید؛ در حال حاضر سابقه بازی در تیم‌های ملوان، نساجی، فجر شهید سپاسی و پرسپولیس و شهرخودرو و سایپا و هوادار را دارد.
عارف محمدعلی پور در فصل 2024/2025 در تیم کاروان آذربایجان بازی کرد و همراه این تیم موفق به صعود از دسته اول جمهوری آذربایجان به لیگ برتر این کشور شد.